# Cephaloziella natalensis
Cephaloziella natalensis là một loài rêu tản trong họ Cephaloziellaceae. Loài này được (Sim) S.W. Arnell miêu tả khoa học lần đầu tiên năm 1963.